# Afrovivella semiensis
Afrovivella es un género monotípico de plantas con flores perteneciente a la familia Crassulaceae. Su única especie: Afrovivella semiensis, es originaria de Etiopía.

## Descripción
Tiene el tallo ramificado desde la base, ramas extendidas, postradas, casi arrastrándoses, gruesas, de 7 a 12 cm de largo, desnudo debajo y que termina en una roseta de hojas. Las hojas espatuladas son estrecha de 3 a 5 cm de largo, gruesas ciliadas, obtusos o subagudos en los márgenes con dientes cartilaginosos, de lo contrario glabras. Escapo simple, erecto, de 2-3 cm que llevan 2-7 o más flores en la esbelta inflorescencia. Las brácteas parecidas a las hojas pero más pequeñas, lanceoladas o ligeramente espatuladas. Cáliz 6-partito, segmentos lanceolados. Corola, violácea tubular-acampanada, segmentos 6, unidos por 1/3 de su longitud.

## Taxonomía
Afrovivella semiensis fue descrita por (J.Gay ex A.Rich.) A.Berger y publicado en Die natürlichen Pflanzenfamilien, Zweite Auflage 18a: 467. 1930.
Basónimo
- Cotyledon simensis Britten in Oliver

Sinonimia
- Rosularia semiensis (A. Rich.) H. Ohba
- Umbilicus semiensis A. Rich.
- Sempervivum coccinolepis Steud.[4]